# Мукачівсько-Карпатська єпархія ПЦУ
Мукачівсько-Карпатська єпархія — єпархія Православної Церкви України на території Закарпатської області..

## Історія

### Сучасний стан
Бурхливі події 2014—2015 років були пов'язані з процесами демократизації суспільства, декомунізації та дерусифікації, що призвело до переходу частини духовенства УПЦ-МП до УАПЦ.
14 серпня 2015 року архімандрит Віктор (Бедь) у кафедральному храмі апостола Андрія Первозваного в м. Києві був висвячений на єпископа Мукачівського і Карпатського та призначений керуючим Карпатською єпархією УАПЦ.

### Єпископи
- 2015— Віктор (Бедь), єпископ Мукачівський і Карпатський

## Єпархіальні структури (рада, управління, відділи)
Керуючий єпархією — єпископ Мукачівський і Карпатський Віктор Бедь. За участю останнього, ще у 2015 році була сформована перша єпархіальна рада Карпатської єпархії, до якої, крім Віктора, увійшли наступні особи:
- архімандрит Діодор (Муратов) — в.о. декана (благочинного) Ужгородсько-Мукачівського деканату (благочиння), благочинний академічного храму апостола українського Андрія Первозванного у м. Ужгороді (у 2016 р. перейшов до УПЦ-МП);
- протоієрей Смолін Олександр Олександрович — в.о. декана (благочинного) Хустсько-Виноградівського деканату (благочиння), благочинний домового храму рівноапостольних Кирила і Мефодія в м. Ужгороді (у 2021 р. залишив єпархію);
- Урста Сергій Васильович — голова парафіальної ради релігійної громади на честь святих Кирила і Мефодія у м. Ужгороді (у 2016 році став священиком);
- Дідух Орест Петрович (народився 15 жовтня 1990 року, родом з Тячівського району) — голова парафіяльної ради релігійної громади на честь апостола українського Андрія Первозванного в м. Ужгороді, один з керівників Закарпатського обласного осередку Всеукраїнської політичної партії «Україна Соборна». Над ним 12 липня 2016 року було звершено владикою Віктором (Бедем) чин постригу в читця кафедрального храму.[4]

Згодом, у 2015—2017 роках до складу керівництва єпархії додалися:
- Бережний Максим Вадимович, 1991 року народження — випускник УУБА, старший референт керуючого єпархією; керівник служби іподияконів;
- протоієрей Ковальчук Ігор Андрійович — голова інформаційного-просвітницького відділу, керівник прес-служби (у 2019 році його замінив читець Орест Дідух, а з 2020 року прес-службу очолював читець соборного храму, політичний діяч і журналіст Довбиш Едуард Євгенович, колишній керівник Ужгородського міського осередку партії «Народний рух України»; далі, з 2022 року прес-службу очолив Олександр Тиводар, уродженець м. Тячів, 1993 року народження);
- протоієрей Бобай Юрій Юрійович, 1992 року народження, мешканець села Сімер Перечинського району (висвячений у 2016 році) — економ консисторії;
- читець Біксей Василь Васильович (народився 9 лютого 1992 року, родом з Іршавського району) — завідувач канцелярією консисторії, старший іподиякон (увільнений у 2020 році через порушення морально-етичних норм; у висвяті на целібатного диякона та ієрея було відмовлено).

У 2019 році раду утворювали наступні особи:
- протоієрей Сергій Урста — секретар єпархіального управління, ректор Ужгородської української богословської академії;
- архімандрит Спиридон Дудін — намісник Свято-Миколаївського чоловічого монастиря в смт Чинадієво Мукачівського району;
- читець Іван Хланта — старший дяк кафедрального храму на честь апостола українського Андрія Первозваного в м. Ужгород;
- Владислав Семйон — економ єпархіального управління, староста парафії рівноапостольних Кирила і Мефодія в м. Ужгороді.

У цей же період до управління додалися:
- відділ з благодійності, соціального служіння та біоетики — голова відділу читець Ропонич Юрій Юрійович, 1991 року народження, регент хору УУБА, викладач кафедри практичного богослов'я та церковного мистецтва КаУ, який до 2014 року був паламарем УУБА.[5]
- відділ у справах молоді — голова іподиякон Понзель Віктор Вікторович, 1998 року народження (член Закарпатського осередку Всеукраїнської громадської організації «Молодий Народний Рух», випускник економічної магістратури УУБА 2021 року), він же — перший помічник правлячого єпископа.
- відділ місіонерства та паломництва — голова відділу протоієрей Кміть Василь Михайлович, 1986 року народження, уродженець Хустського району (пізніше переїхав у Канаду).
- відділ з міжконфесійних та міжнародних відносин — голова відділу ієродиякон Ілля (Михайлов) — до 2016 року, далі — ієромонах (пізніше переїхав у Чехію).

У 2020 році був увільнений з займаних посад, та відрахований з єпархії Біксей Василь Васильович (народився 9 лютого 1992 року, родом з Іршавського району), доцент кафедри богослов'я та історії церкви УУБА-КаУ, в. о. завідувача канцелярією Консисторії Карпатської єпархії ПЦУ, голова відділу з благодійності, соціального служіння та біоетики Караптської єпархії ПЦУ, голова відділу у справах місіонерства та паломництва Карпатської єпархії ПЦУ, старший іподиякон керуючого Карпатською єпархією ПЦУ (на останніх посадах його замінив іподиякон Віктор Понзель, який мав досвід воїна-добровольця, авторитетного молодіжного громадського діяча, а також, на відміну від Біксея, не мав зауважень щодо морально-етичних норм і поведінки).
За даними церковного календаря ПЦУ на 2024 рік, Віктор Понзель обійняв посаду першого помічника керуючого єпархією.
Посаду другого помічника керуючого єпархією обійняв іподиякон Келечен Іван Іванович, 2000 року народження.
Адреса єпархіального управління — вул. Юрія Гойди, 4, м. Ужгород, Закарпатська область, Україна, 88 000.
Духовний клір єпархії (23 священнослужителів):
- єпископ — 1
- архімандрити — 1
- протоієреї  — 11
- ієромонах - 1
- ієрей — 5
- протодиякон — 1
- диякони - 3

## Розбудова парафій, основні кадрові зміни та адміністративно-клірове забезпечення у 2015—2022 рр
Духівником єпархії у початковий період її існування був архімандрит Миколай (Реківчак), колишній клірик УПЦ-КП, який служив у Свято-Миколаївському чоловічому монастирі в смт Чинадієво, що був приватним будинком з каплицею.
6 липня 2017 року намісник чоловічого монастиря святителя Миколая Чудотворця в смт. Чинадієво Мукачівського району архімандрит Миколай (Раківчак), клірик Карпатської єпархії УАПЦ перейшов в лоно УПЦ (МП). Однак там йому жодної посади не дали, тому в 2018 році Миколай повернувся в УАПЦ. Помер 22 грудня 2019 року на 74 році життя.
Монастирські приміщення вдалося зберегти у юрисдикції УАПЦ.
Наступним намісником Свято-Миколаївського чоловічого монастиря в смт Чинадієво Мукачівського району був призначений архімандрит Спиридон Дудін, який також отримав посаду благочинного Мукачівсько-Свалявського округу.
Згодом було утворено наступні районні благочинні округи: Рахівське (протоієрей Володимир Лофердюк), Міжгірське (протоієрей Михайло Чабан), Тячівське (протоієрей Андрій Гирич — з 2018 року, до того перебував в УПЦ-КП), Берегівське (протоієрей Осадчук Василь Леонідович, обійняв посаду благочинного у 2019 році).

### Ужгородське благочиння
(благочинний — протоієрей Олександр Смолін, до 2021 року)
1. Парафія на честь апостола українського Андрія Первозванного в м. Ужгород. Настоятель — єпископ Віктор Бедь
2. Парафія на честь святих рівноапостольних князя Володимира та княгині Ольги в м. Ужгороді, вул. Минайська, 74. Настоятель — протоієрей Натолочний Анатолій Володимирович (з 2016 року обслуговував парафію УАПЦ на честь св. Іова Почаївського у с. Лазещина Рахівського району, пізніше перебував у конфлікті з Бедем, перейшовши у 2018 р. у юрисдикцію Закарпатського єпископа УПЦ-КП Варсонофія (Рудника), але вже у 2020 році був знову прийнятий Віктором (Бедем) через покаяння у клір Карпатської єпархії). Після того, як Натолочний отримав статус військового капелана, його став заміняти на посаді настоятеля ієрей Олег Росоловський.
3. Домовий храм святого апостола й євангеліста Іоанна Богослова; м. Ужгород, вул. Гвардійська, 19. Настоятель протоієрей Бобай Роман Тарасович, 1992 року народження, мешканець села Сімер Перечинського району. У 2024 році його протоієрей Ілля Канакін, військовий капелан.
4. Парафія Всіх святих землі Української в с. Порошково, вул. Лесі Української Ужгородського району. Настоятель – ієрей Петро ФЕРЕНЦ (тел.: 050 936 52 69) .

У 2019—2020 роках у м. Ужгород служив висвячений Віктором (Бедем) етнічний поляк, спочатку диякон, а згодом священик Славомір Безак. Однак з ним мав конфлікти протодиякон ужгородського кафедрального храму ПЦУ Іван Жабляк.

### Мукачівське благочиння
(благочинний — архімандрит Спиридон Дудин)
Мукачівський район
1. Свято-Миколаївський чоловічий монастир в смт Чинадієво. Намісник — архімандрит Спиридон Дудин.
2. Парафія при Свято-Миколаївському чоловічому монастирі в смт Чинадієво. Настоятель — архімандрит Спиридон Дудин.

### Берегівське благочиння
(благочинний — протоієрей Василь Осадчук, з 2019 року замінив прот. Романа Бобая)
Берегівський район
1. Парафія на честь Успіння Пресвятої Богородиці в м. Берегове . Настоятель — протоієрей Владислав Лазар (в сані священика з 2020 року, колишній іподиякон владики, а в 2017—2020 роках — диякон Берегівської парафії, та голова Берегівського Миколаївського братства).
2. Парафія на честь святителя Миколи Чудотворця в с. Широке. Т. в.о. настоятеля — протоієрей Василь Осадчук.
3. Парафія на честь святителя Миколи Чудотворця в смт Вилок. Настоятель — протоієрей Василь Осадчук.
4. Парафія на честь Іверської ікони Божої Матері в смт Вилок. Настоятель — протоієрей Василь Осадчук.

### Хустсько-Тячівське благочиння
(благочинний — протоієрей)

#### Хустський район
Благочинним району став колишній греко-католицький священик Мандзюк Василь Васильович, призначений у вересні 2023 року новим настоятелем парафії ПЦУ в селищі Міжгір’я. Раніше Василь Мандзюк служив настоятелем греко-католицьких храмів Воскресіння Господа нашого Ісуса Христа та храму Різдва Пресвятої Богородиці в Міжгір’ї Мукачівської греко-католицької єпархії, активно виступив за приєднання його парафій до УГКЦ, що призвело до його конфліктів з правлячим греко-католицьким єпископом. 
Отримав суспедну (вигнання з кліру) через неодноразову зраду дружині; однак сам Мандзюк заперечує факти адюльтеру, які йому приписувала церковна влада. Також був конфліктним до інших священиків та греко-католицького єпископа, тому що глибоко у душі вважав себе православним. Називався капеланом, не будучи ні разу на сході держави. Виробляв сир, котрим торгував. 
Паралельно, згаданий 2015 року, як капелан одного з батальйонів ДУК "Правого сектору", відзначився опозиційними заявами. 

#### Тячівський район
1. Парафія на честь святого Великомученика і цілителя Пантелеймона в с. Нересниця. Т. в.о. настоятеля — протоієрей Юрій Кадар. Згодом, у 2023 році його замінив священик Андрій Мартенс. Колишній послушник Домницького монастиря Мартенс Андрій Вадимович у 2011 році став бібліотекарем Храму всіх святих землі Чернігівської, а вже у 2022 році, евакуювавшись з охопленого війною Чернігова на Закарпаття, став священиком ПЦУ в юрисдикції Віктора (Бедя), заснував 23 квітня 2024 р. парафію «Релігійна громада Української Православної Церкви (Православної Церкви України) - парафія архістратига Михаїла в смт Тересва Тячівського району Закарпатської області» [9]
2. Парафія Всіх святих землі Закарпатської в смт. Тересва, вул. Воз’єднання, 47. Настоятель – ієрей Андрій Мартенс. Священнослужитель - диякон – Ярослав Бурчак.
3. Парафія на честь Різва Пресвятої Богородиці в с. Ганичі, вул. Мічуріна, 17.. Т. в.о. настоятеля — протоієрей Юрій Кадар.

### Рахівське благочиння
(благочинний — протоієрей Володимир Лофердюк)

#### Рахівський район
1. Парафія Свято-Покровського храму в смт. Ясіня. Настоятель — протоієрей Лофердюк Володимир Іванович (1970 року народження).
2. Парафія Спасо-Преображенського храму в смт. Ясіня. Настоятель — протоієрей Рущак Крістіан Іванович, 1994 року народження, родом з м. Берегово, випускник УУБА (висвячений на священика 2016 року). Заснував та очолив нову парафію - на честь Різдва Богородиці, в курортному селі Кваси Рахівського району, куди вже у 2023 році був призначений новий священик - Дмитро Розовський.
3. Громада села Ділове, настоятель прот. Роман Канюка (помер 2020 року).
4. Парафія Різдва Пресвятої Богородиці в с. Кваси, вул. Центральна, 183. Настоятель – ієрей Дмитро Розовський.
5. Парафія Успіння Пресвятої Богородиці в с. Чорна Тиса. Настоятель – протоієрей Ярослав Межибівський.

У 2020—2022 роках Мукачівсько-Карпатська єпархія пережила певну кризу церковних духовних кадрів, і зазнала чимало відчутних кадрових втрат.
У 2020—2021 роках з кліру Карпатської єпархії відчислилися 14 кліриків: протоієрей Олександр Смолін, протоієрей Уманців Сергій Петрович (народився 22 травня 1973 року, був настоятелем Володимирсько-Ольгинської парафії м. Ужгород, з 2012 року перейшов з УПЦ-МП до УПЦ-КП, а у 2015 році перейшов до УАПЦ, де став військовим капеланом), протоієрей В'ячеслав Бубнюк (1963 року народження, родом з м. Владивосток Приморського краю), протоієрей Ковальчук Ігор Андрійович, протоієрей Криворучко Ростислав Анатолійович (с. Сторожниця Ужгородського району — був настоятелем у місцевій громаді св. Георгія Побідоносця, яку утворили в 2016 році родичі Бедя), протоієрей  Гирич Андрій Володимирович (м. Тячів, за сумісництвом - один з керівників Тячівської районної благодійної організації "Чисте серце"), протоієрей Бобай Роман Тарасович (м. Берегово, колишній благочинний Берегівського району до 2019 року), протоієрей Івасів Віталій Богданович (народився 30 серпня 1997 року, починав своє служіння у Калуському районі, указом Віктора Бедя призначений настоятелем новоствореної парафії ПЦУ в смт Вилок, за сумісництвом — капелан 28 ОМБр імені Лицарів Зимового Походу), протоієрей Чабан Михайло Ярославович (народився 9 березня 1977 року, раніше служив на парафіях УАПЦ у Стрийському та Коломийському районах, у Карпатській єпархії отримав парафії у с. Присліп Міжгірського району, і с. Сімер Перечинського району; в 2019—2020 роках згадується благочинним Міжгірсько-Воловецького округу, а з листопада 2020 року до 2021 року служив благочинним Ужгородського районного округу), протоієрей Гота Іван Іванович (1975 року народження, мешканець м. Рахів, став настоятелем у с. Кобилецька Поляна), протоієрей Завалка Ян Річардович — мешканець м. Борислав Львівської області (пробув у клірі Карпатської єпархії ПЦУ в 2021 році лише кілька місяців), диякон Костьович Микола Ярославович, а також диякон Славомір Безак (останній — відчислений з кліру єпархії у зв'язку з початком його кримінального переслідування з боку правоохоронних органів Польщі, та через високу ймовірність його екстрадиції з боку України).
З них Гирич, Гота і Натолочний були вихідцями з кліру Закарпатської єпархії УПЦ-КП під керівництвом Варсонофія.
Натомість, до кліру єпархії додалися у 2020—2022 роках протоієрей Юрій Гал, протоієрей Андрій Заплітний (перейшов з кліру колишньої УПЦ-КП), архімандрит Миколай Бузенко (перейшов з кліру колишньої УПЦ-КП), архімандрит Кирил Мандзич (у грудні 2020 року позбавлений права священнослужіння з боку Мукачівської єпархії УПЦ-МП),  а також колишній клірик Запорізької єпархії УПЦ-КП протоієрей Ілля Канакін. Останній призначений на парафію в курортному селищі Лазещина Рахівського району. Також до Карпатської єпархії 2022 року долучився колишній священик УПЦ-КП, а пізніше ПЦУ ієромонах Закхей (в миру Довганич Іван Левкович), який у 2005 році заснував і очолив Свято-Василівську парафію УПЦ-КП в м. Семенівка Чернігівської області, а останній час до 2022 року служив благочинним парафій ПЦУ Високопільського району Херсонської області. 
Після Олександра Смоліна та Сергія Урсти, станом на 19 жовтня 2021 року, на посаді виконуючого обов'язки ректора Ужгородської української богословської академії згадується протоієрей Гал Юрій Юрійович, референт Управління Мукачівсько-Карпатської єпархії Православної Церкви України, благочинний Ужгородського округу, священнослужитель кафедрального храму апостола українського Андрія Первозваного у м. Ужгород. Юрій Гал родом з містечка Перечин, у 2008—2014 роках закінчив римо-католицьку духовну семінарію у м. Городок Хмельницької області. Свячення пресвітерату він отримав 24 жовтня 2015 року в кафедральному соборі св. Мартина в Мукачеві. Згаданий, як вікарій парафії св. Йоана Непомуки у Рахові, з обслуговуванням храму у м. Солотвин, але через конфлікт з деканом Ласлом Микуляком залишив юрисдикцію Римо-католицької церкви, вступив у православний церковний шлюб та приєднався до ПЦУ.
31 січня 2023 року керуючий Мукачівсько-Карпатською єпархією єпископ Віктор Бедь провів наступні кадрові перестановки: він оголосив про призначення протоієрея Юрія Гала на посаду настоятеля парафії на честь святих Петра і Павла у с. Лазещина Рахівського району, з увільненням з посад благочинного кафедрального храму апостола українського Андрія Первозваного в м. Ужгород, благочинного Ужгородсько-Мукачівського міжрайонного благочиння та виконуючого обов'язки ректора Ужгородської української богословської академії, із залишенням на посаді секретаря Управління Мукачівсько-Карпатської єпархії; про призначення архімандрита Спиридона Дудина, намісника єпархіального подвір'я на честь святителя Миколая Чудотворця в смт Чинадієво благочинним Ужгородсько-Мукачівського міжрайонного благочиння; та про призначення ієрея Іллі Канакіна священиком кафедрального храму апостола українського Андрія Первозваного в м. Ужгород, референтом Управління Мукачівсько-Карпатської єпархії та виконуючим обов'язки ректора Ужгородської української богословської академії.

### Єпархіальне монашество та чернечі осередки краю
У 2016—2018 роках розбудовою чернечих осередків та налагодженням чернечого життя у єпархії займався архімандрит Антоній (Хвіц), під керівництвом якого перебували чоловічий монастир на честь Воздвиження Животворящого Хреста Господнього в с. Пилипець Міжгірського району, та скит на честь Преображення Господнього в с. Річка Міжгірського району.
Отець Антоній (в миру Хвіц-Бахтін Дмитро Іванович) народився 20 липня 1967 року, своє церковне служіння починав на Львівщині. 19 липня 2015 року в Свято-Троїцько-Михайлівському соборному храмі м. Берегово прийняв від єпископа УПЦ-КП Варсонофія чернечий постриг з іменем Антоній.  Активно займався екзорцизмом, не маючи на це благословення від правлячого архієрея, також був замішаний у фінансових скандалах, і через це мусив залишити клір єпархії, перейшовши у підпорядкування владики Кирила (Михайлюка).
Наступним адміністратором цих чернечих осередків у 2018 р. став ігумен, далі архімандрит Никон (Бандурович Іван Михайлович, народився 19 червня 1987 року), який раніше з 2006 року був священнослужителем Прикарпатської єпархії «Автономної УПЦ Америки» в юрисдикції єпископа Даниїла (Кудибіна), настоятеля Долинського Ново-Манявського монастиря, з чернечим іменем Іларій. У 2013 році прийняв новий, «канонічний» постриг в УПЦ-КП, у 2016 році заснував Свято-Юріївську парафію УПЦ-КП в селищі міського типу Міжгір'я, та «Долинське священиче православне братство святого апостола Андрія Первозванного» у м. Долина. 
Також у 2016 році заснував і очолив «Інститут теології блаженного Августина» у м. Долина, як духовний навчальний навчальний заклад, котрий, хоча і розташовувався територіально у Івано-Франківській області, але перебував у 2016—2018 роках у підпорядкуванні Ужгородсько-Закарпатської єпархії УАПЦ під керівництвом владики Кирила (Михайлюка).  Сам Никон у 2016—2018 роках числився, як благочинний Міжгірського округу Закарпатської єпархії УАПЦ. Далі, вже у 2018 році долучився до кліру Карпатської єпархії УАПЦ, очоливши парафію УАПЦ на честь Трьох Святителів у м. Свалява.
До УАПЦ перейшов з УПЦ 21 серпня 2015 року настоятель Чинадієвського Миколаївського чоловічого монастиря, архимандрит Миколай (Реківчак), який помер у 2019 році, а в останні роки свого життя вважався старцем та екзорцистом.
Після нього новим намісником став архімандрит Спиридон (Дудин), 1976 року народження, випускник Івано-Франківської семінарії 2004 року, який перед тим служив у 2011—2013 роках у Долинському Михайлівському скиті, а в 2014—2018 роках був благочинним Голинського Благовіщенського монастиря. Ієромонах Спиридон (Дудин) народився 9 квітня 1976 року в селі Іванівка Рожнятівського району Івано-Франківської області. Висвячений у сан священика 26 грудня 2003 року архиєпископом Івано-Франківським і Галицьким Іоасафом (Василиківим). З 2003 по 2010 звершував своє пастирське служіння на парафії села Супоївка Яготинського району Київської області. 2010 рік – насельник Свято-Михайлівського Долинського скита. 26 грудня 2011 року архиєпископом Івано-Франківським і Галицьким Іоасафом (Василиківим) пострижений у монашество з іменем Спиридон, на честь святителя Спиридона Тримифунтського (25 грудня). З 2013 – насельник Свято-Благовіщенського монастиря, а з 5 серпня 2014 року благочинний.
Освіта: Івано-Франківська духовна семінарія (2004). 
У 2016 році чернецтво єпархії поповнили ієромонах Ілля (в миру Михайлов Ілля Олександрович, 1990 року народження, випускник богословського бакалавріату УУБА 2013 року, спочатку був читцем кафедрального храму, 12 липня 2016 року прийняв чернечий постриг, 13 липня 2016 року висвячений на ієродиякона в Ужгороді, в 2017 році піднесений до сану ігумена), ієромонах Симеон (в миру Волошин Петро Семенович, 1935 року народження, випускник Тернопільської духовної семінарії УАПЦ 1993 року, 31 травня 2016 році прийняв чернечий постриг з ім'ям Симеон та зарахований до кліру кафедрального храму Різдва Христового м. Тернополя, помер 2021 року), а також архімандрит Феофан (в миру Бурдєлєв Ігор Миколайович) — колишній клірик юрисдикції МП, який вирішив перейти до УАПЦ.
Також до УАПЦ перейшов у 2020 р. з УПЦ-КП ігумен Миколай, який недовзі удостоївся сану архимандрита. Отець Миколай (в миру Бузенко Сергій Іванович) народився 14 травня 1962 року в селищі Діа-Сюрья Помоздинського району Республіки Комі у селянській сім'ї депортованих українців. Висвячений у сан священика 26 липня 2004 року митрополитом Чернівецьким і Буковинським Данилом (Ковальчуком). У 2005 році митрополитом Чернівецьким і Буковинським Данилом (Ковальчуком) пострижений у монашество з іменем Миколай на честь святителя Миколая Мир Лікійського (19 грудня). З 2004 по 2011 — настоятель Свято-Миколаївського монастиря села Черешенька Вижницького району Чернівецької області. У 2011 році прийнятий у штат Івано-Франківської єпархії та призначений настоятелем парафії Всіх святих землі української села Тулуків Снятинського району, де намагався організувати чоловічий скит. Освіта: Тернопільська духовна семінарія (2004); Івано-Франківський богословський інститут (2009 — бакалавр філософії (релігієзнавство), 2010, — магістр богослов'я). У 2021 році архімандрит Миколай Бузенко призначений намісником новоствореного Свято-Миколаївського скита в с. Яківське Мукачівського району
У 2019—2021 роках до чернецтва Карпатської єпархії належали ієромонах Макарій (Оленюк), колишній клірик Манявського Хрестовоздвиженського монастиря, та ієромонах Пафнутій (Булавинець Олег Михайлович, народився 26 вересня 1985 року в м. Тисьмениця Івано-Франківської області), який з 2014 року служив целібатним дияконом у Долинському Михайлівському скиті, далі служив у Манявському монастирі.
На даний час діючими залишаються наступні монастирі:
1. Єпархіальний чоловічий монастир на честь святителя Миколая Чудотворця в смт. Чинадійово (вул. Санітарна 89 а, б). Намісник — архімандрит Спиридон (Дудин).
2. Єпархіальний чоловічий скит на честь святителя Миколая Чудотворця в селі Яківське Мукачівського району.

Була також спроба облаштувати Хрестовоздвиженський скит у селі Пилипець під керівництвом Никона (Бандуровича), та скит при Троїцькому храмі у селі Дунковиця, настоятель якого Кирил (Мандзич) спочатку належав до УПЦ-МП, але у грудні 2020 року перейшов до ПЦУ.
У кінці 2022 року клір єпархії поповнив ієромонах Онуфрій (в миру — Карайон Сергій Сергійович, румун за походженням, 1980 року народження, уродженець смт Тересва Закарпатської області), який став помічником правлячого єпископа.

## Заклади духовної освіти та церковно-громадські організації
Єпархія від самого часу свого заснування має два духовно-освітніх заклада:
- Ужгородська українська богословська академія (м. Ужгород).
  - Ужгородський богословський коледж Ужгородської української богословської академії (м. Ужгород). Директор — протоієрей Сергій Урста.

Також неофіційним друкованим органом спочатку академії, а нині фактично і єпархії вважається підконтрольний Віктору Бедю часопис "Срібна Земля (газета)".
Серед церковно-громадських організацій єпархії, особливе місце займають православні братства.
Зокрема, найбільшим є Православне братство на честь апостола українського Андрія Первозваного при парафії на честь апостола українського Андрія Первозванного в м. Ужгород. Посаду голови цього братства почергово займали:
- адвокат і директор підприємства «Профі-Центр» Костів Віктор Іванович (у 2015—2016);
- читець та викладач УУБА Ропонич Юрій Юрійович (у 2016—2017 рр);
- читець та викладач УУБА Біксей Василь Васильович (у 2017—2018 рр., увільнений з єпархіального управління у 2020 році зі скандалом, через аморальну поведінку, та схильність до сатанізму);
- протоієрей Криворучко Ростислав Анатолійович (у 2018-2019 роках).
Згодом Андріївське братство протоієрея Ростислава Криворучка було реорганізоване у Православне братство «Вікторіанське братство святого апостола Андрія Первозванного» в м. Ужгород, головою якого став мирянин Танчук Сергій Анатолійович, а бенефіціаром (засновником) стало церковне управління ПЦУ на Закарпатті, а саме — очолюване владикою Віктором (Бедем) «Управління Мукачівсько-Карпатської Єпархії Української Православної Церкви (Православної Церкви України)». Рішення про реорганізацію братства прийняли єпархіальні збори Карпатської єпархії 24 травня 2019 року.
Голова братства Танчук Сергій Анатолійович дійсно мав великі заслуги перед єпархією, адже він ще у 2017 році заснував Воскресенську громаду УАПЦ м. Ужгород
25 листопада 2019 року наказом за № 886 по Міністерству культури України зареєстровано статут релігійного братства «Вікторіанське братство святого апостола Андрія Первозваного» Мукачівсько-Карпатської єпархії в м. Ужгород. За благословенням владики Віктора, були затверджені на наступних посадах: головний магістр (керівник) — Сергій Танчук; магістр справедливості (духівник) — протоієрей Криворучко Ростислав Анатолійович (народився 26 січня 1979 року, раніше жив і служив у Надвірнянському районі Івано-Франківської області)

## Братський та волонтерський рух у єпархії
За даними офіційного сайту Карпатської єпархії, в 2015—2016 роках також діяли наступні церковно-громадські організації:
- Православне братство на честь преподобного Олексія Карпаторуського у м. Ужгороді. Голова православного братства — Бережний Максим Вадимович, 1991 року народження, випускник УУБА. Залишив роботу у братстві після того, як у 2022 році був зарахований до складу групи цивільно-військового співробітництва 212-го окремого батальйону 101-шої окремої бригади Закарпаття  територіальної оборони Збройних Сил України, де отримав звання молодшого сержанта.

- Православне братство на честь рівноапостольних Кирила і Мефодія у м. Ужгороді. Голова православного братства — Ілля Михайлов, випускник магістратури богословсько-філософського факультету УУБА 2014 року (пізніше прийняв чернецтво у 2016 році). [18]

Але найбільш активним виявилося саме Вікторіанське братство апостола Андрія Первозваного, яке очолив з титулом «головного магістра-командора» Сергій Танчук. Зокрема, 2 травня 2020 року Братством було підписано Меморандум про співробітництво та реалізацію спільних проектів з громадськими організаціями зі Стрийщини: «Рада-Реформ», «Туристичний інформаційний центр Стрия» та «Фундація розвитку — Брама Карпат».
Пілотний проект "Створення регіональної мережі просвітницько-рекреаційних осередків ПЦУ «Pomisna.UA.» передбачав утворення його структур на півдні Львівщини та на півночі Закарпаття. Зокрема, до осередків проекту в 2020 році увійшли населені пункти Закарпаття:
- м. Перечин
- с. Пилипець
- с. Лумшори, Перечинський р-н
- с. Присліп, Межгірський р-н
- с. Дубриничі, Перечинський р-н[20]

Це було вкрай важливо, тому що в селах Пилипець та Присліп на той час уже існували парафії ПЦУ, і планувалося будівництво повноцінних монастирів. Братство вирішило реалізувати протоієрея Ростислава Криворучка, і створити спільними зусиллями власну книгу з робочою назвою «Українська Помісна Православна Церква: історія, сьогодення та майбутнє». Член братства Ольга Бондар стала директором у новоствореному структурному підрозділі в м. Ужгород, який матиме назву «Офіс управління проектами, розвитку інституту благодійництва та волонтерського руху».
Вікторіанське братство апостола Андрія Первозваного ліквідовано у складі Мукачівсько-Карпатської єпархії ПЦУ з правом реорганізації 21 грудня 2021 р., рішенням єпархіальних зборів Мукачівсько-Карпатської єпархії. Підставами для цього рішення стало розширення діяльності братства із створенням структур за межами канонічної території єпархії, та подання рішення загальних зборів братства від 12 жовтня 2021 р. з проханням про вихід зі складу Мукачівсько-Карпатської єпархії ПЦУ.
З того часу Вікторіанське братство набуло всеукраїнського статусу, та відкрило у 2022 році ряд підрозділів. Героїчним чином проявили себе представники структурного підрозділу Братства - утвореної з осередками в різних регіонах України воєнно-патріотичної організації «Воанергес» (в дослівному перекладі — «Сини грому»), магістром якої став Красников Микита Сергійович, 1999 року народження, мешканець Харкова, під його керівництвом бійці «Воанергесу» у складі батальйону «Кракен» з перших днів російського вторгнення у 2022 році брали участь у обороні Харкова та Харківщини.
Зокрема, магістр Харківського обласного пріорату Вікторіанського братства, директор агрофірми Красніков Сергій Сергійович, мешканець м. Люботин поблизу Харкова, та його син Микита Красников брали участь у боях за Ізюм, зазнали поранень.
Важливим напрямком діяльності братства став збір інформації щодо окремих сумнівних осіб у рядах духовенства. Як заявив у січні 2022 року митрофорний протоієрей Ростислав Криворучко: 
«Варто звернути увагу, і на тих священників, які вже зараз перебувають у складі ПЦУ та намагаються дискредитувати церкву ізсередини. Ми також над цим працюємо. Рада Магістрів нашого Братства навіть ухвалила рішення з цього приводу. Ми розпочали збір інформації про священнослужителів, які входили до складу РПЦвУ. Додатково скажу, що першими нас зацікавили священники, які ще нещодавно були у складі російської церкви і на даний час планують перейти до складу ПЦУ. З тої інформації, якою ми на даний час володіємо, можу сказати, що є священнослужителі, які перейшли до ПЦУ, є не зовсім чесними не тільки з Церквою, а й самі із собою. Багато потрапило під архієрейську заборону через свої переконання, щодо автокефалії, але немалий відсоток і тих, які є під забороною через аморальний спосіб життя, та через невиконання канонів Церкви. Багато переходили через неможливість працювати на парафії, через непорозуміння з архієреями, або через неможливість розвиватися, як священник. Але є і ті, яких ліпше було не приймати до ПЦУ».
У 2021 році Вікторіанське братство провело перевірку ряду невстановлених осіб у священицькому або чернечому одязі, які масово збирали в Ужгороді гроші нібито на будівництво храмів, і вияснило, що переважна їх більшість — це шахраї, самозванці. Як виявилося, більшість «людей у чорному» і справді колишні священники, але на даний час перебувають під забороною Церкви, тобто ніякого відношення до Церкви не мають. Через своїх колишніх знайомих, котрі ще перебувають у лоні Церкви, за певну суму можуть зробити посвідчення, підробити ввірчу грамоту. Деякі (більш «круті») можуть навіть договоритися із єпископом про справжню грамоту, та про захист єпархії, але така «ксива», коштує вже «процент» від скриньки. Як підсумував з цього приводу Ростислав Криворучко: «Церква — це Тіло Христове, і бруднити її гріхами не дозволено нікому, а тим паче священнослужителям, або тим, хто себе видає за священнослужителів». 
Крім Закарпатського пріорства, активно діяли також обласні пріорства: Івано-Франківське, яке очолює обласний магістр — директор Надвірнянської гімназії Дудка Микола Іванович, Львівське, яке очолює Олег Коновалов, Стрийське, яке очолює Роман Журавський, Чернівецьке, яке очолює прот. Михайло Чабан, та Київське, яке очолює прот. Сергій Ткачук, настоятель парафії ПЦУ в передмісті Корчувате. Активно працюють у братстві, крім Криворучка та Ткачука, також інші його члени у священному сані: Олег Бобак, Анатолій Коваль, архимандрит Спиридон (Дудин), Андрій Римар, Андрій Трачук, та інші.
У 2023 році клір Карпатської єпархії поповнили військові волонтери: колишній службовець Цалан Володимир Васильович, висвячений у сан священика, та військовий волонтер, приватний підприємець Грабенко Едуард Олександрович, 1969 року народження, мешканець м. Херсон, висвячений у сан диякона.

## Міжнародні зв'язки
У 2017 році Карпатська єпархія поширила свою діяльність на Канаду, і утворила духовну місію єпархії, як подвір'я при УПЦ Канади, у м. Торонто. Головою місії став протоієрей Кміть Василь Михайлович, 1986 року народження, уродженець Хустського району.
Також у 2016 році при єпархіальному управління було утворено відділ з міжконфесійних та міжнародних відносин, який до 2017 р. очолював Ілля Михайлов, а у 2017 р. очолив архімандрит Євген Фрейманн, громадянин Чехії, приєднаний з юрисдикції Чехословацької Православної Церкви до УАПЦ.
У цей же період, утворена так звана "Духовна місія Карпатської єпархії УАПЦ в Чеській Республіці" (м. Тепліце), духівником місії став колишній клірик Чехословацької Православної Церкиви — отець Євген Сігізмунд Фрейманн (Evžen Freimann), який 26 травня 2017 року возведений Віктором Бедем у сан архімандрита УАПЦ. Це — колишній клірик Чехословацької Православної Церкви до 2013 року, після заборони в цій конфесії він очолив у 2013 році громади «Апостольської православної церкви» у м. Тепліце, та у м. Духцов Тепліцького округу, які й було прийнято 2016 року в УАПЦ.
З ним деякий час співслужили: в 2016—2017 роках ієромонах Афанасій (Шрамко) — колишній клірик Дніпропетровської єпархії, який очолював організацію під назвою «Місія Української Православної Церкви в Чеській Республіці», та його помічник, ієрей Тарасій Михайлів.  Також були згадані голова прес-служби Духовної місії Карпатської єпархії УАПЦ в Чеській Республіці Оксана Чужа (1977 року народження, журналістка з Ужгорода, яка в 2016-2017 роках тимчасово проживала в Чехії), науковий секретар місії Олександр Юдін та меценат Євгеній Марков. 
Згодом, у 2017 році до них додався ієромонах Ілля (Михайлов Ілля Олександрович) — випускник УУБА 2014 року, який перед своїм відрядженням до Чехії за благословенням Віктора (Бедя) короткочасно був намісником Тернопільського чоловічого монастиря Різдва Христового в 2016—2017 роках.
На сайті Карпатської єпархії зазначається, що 27 травня 2017 року, в рамках візитації до "Духовної місії Карпатської єпархії УАПЦ в Чеській Республіці", Преосвященнійший Віктор (Бедь) «на запрошення керівництва міжнародного Православного братства - "Лицарського ордену рівноапостольних Костянтина і Олени", взяв участь, як почесний гість, у річних зборах братства, що проходили в м. Тепліце».

З місією Фреймана мала євхаристичне спілкування також громада існуючого з 2015 року так званого «Миссионерского Центра им. Преподобномученика Афанасия, Игумена Брестского» у Польщі. Згадана місія перебувала у підпорядкуванні спочатку Кассіана, єпископа Марсельського, а потім Петра, єпископа Неманського та Європейського. 
Крім того, важливим партнером у міжнародних контактах Фреймана та Віктора Бедя був митрополит Климент Пападопулос, керуючий парафіями ІПЦ в Чехії та Словаччині.
Також у складі місії у м. Тепліце працювали заступник голови місії — ієрей Тарас Михайлів (згаданий у 2016-2019 роках), мирянин Андрій Ткач — виконавчий директор "Духовної місії Карпатської єпархії УАПЦ в Чеській Республіці" (паралельно має реєстрацію в Чехії у статусі приватного підприємця), помічник адміністратора місії — мирянин Олександр Антоненко, священнослужитель — протоієрей Іван Грубі, та помічник духівника місії — диякон Мілан Ручкаі.
Втім, після утворення ПЦУ у 2019 році її предстоятель Епіфаній (Думенко) так і не визнав згадану місію, у якості інституції ПЦУ, після чого у складі Мукачівсько-Карпатської єпархії ПЦУ вона вже не числиться, хоча неформальні молитовно-євхаристичні контакти між Тепліце та Ужгородом залишаються в силі.
Очевидно, у 2019—2020 роках була спроба поширити діяльність місійних структур Мукачівсько-Карпатської єпархії УАПЦ/ПЦУ і на Польщу. З відкритих джерел відомо, що серед громадян Польщі, у 2019—2021 роках у м. Ужгород служив висвячений Віктором (Бедем) етнічний поляк, спочатку диякон, а згодом священик Славомір Безак. Останній народився 23 березня 1967 року в місті Стараховіце, раніше працював суддею в місті Отвоцк поблизу Варшави.
У 2019 році був висвячений на диякона. Цікаво, що вже у січні 2020 року Славомір Безак був внесений у базу даних громадян Польщі, розшукуваних польською поліцією, за підозрою у вчиненні кримінальних правопорушень. 
Як зазначив у своєму коментарі про духовенство і парафіяльних активістів Карпатської єпархії священик УПЦ-МП Олександр Монич:
"І якщо ви промониторите, які саме парафії Хустської єпархії (Рахівщина, Міжгірщина) перейшли до ПЦУ, то побачите, що більшість — ті, які межують із західними областями України. Великою мірою наш край — інтернаціональний, і це допомагає втримувати нашу віру і традиції. 70-80% людей області, які були дотичні до заснування нових парафій ПЦУ (ми не говоримо про переходи з УПЦ, бо в нашій Мукачівській єпархії немає жодної парафії, жодного монастиря, які б перейшли до ПЦУ) — це переважно люди, які є переселенцями з Тернопільської, Рівненської, Львівської, Хмельницької областей, тобто ті, хто ментально зовсім відрізняється від місцевого населення. Вони мають відмінну від місцевих людей своєрідну культуру та світогляд". 